# Ryuichi Moriya
Ryuichi Moriya, född 28 februari 1985, är en japansk bågskytt. Han deltog vid olympiska sommarspelen 2008.